# Glejoza
Glejoza (ang. gliosis) – nienowotworowy przerost i rozrost gleju gwiaździstego (astrogleju, astrocytów), będący nieswoistą reakcją astrocytów, spotykaną w wielu różnych chorobach ośrodkowego układu nerwowego.
Astrocyty są stosunkowo dużymi komórkami glejowymi posiadającymi szereg funkcji m.in. kumulowanie się w miejscach, gdzie komórki nerwowe zostały uszkodzone, tworząc struktury przypominające blizny. Występowanie takich blizn jest bardzo istotnym objawem histopatologicznym uszkodzenia ośrodkowego układu nerwowego. W miejscu uszkodzenia tkanka glejowa ulega zarówno przerostowi jak i rozrostowi. Jądra komórkowe astrocytów powiększają się oraz uwidaczniają się jąderka. Uprzednio skąpa cytoplazma rozrasta się i staje się jasna i nieregularna.
Glioza i uszkodzenie komórek nerwowych występują w chorobach neurodegeneracyjnych takich jak: 
- choroba Alzheimera,
- zespół Korsakowa,
- zanik wieloukładowy,
- choroby prionowe,
- stwardnienie rozsiane[1],
- uszkodzenie układu nerwowego w przebiegu AIDS.

Może również pojawiać się w przebiegu choroby Parkinsona lub pląsawicy Huntingtona.